# Tour de France 2018/5. Etappe
Die 5. Etappe der Tour de France 2018 fand am 11. Juli 2018 statt. Die hügelige Etappe führte über 204,5 Kilometer von Lorient nach Quimper.
Sieger im Sprint des auf 38 Fahrer reduzierten Vorderfeld wurde Peter Sagan (Bora-hansgrohe) vor Sonny Colbrelli (Bahrain-Merida). Die Quick-Step Floors-Fahrer Philippe Gilbert (3.) und Julian Alaphilippe attackierten auf dem ansteigenden Schlusskilometer erfolglos und wurden Dritter und Fünfter. Greg Van Avermaet, der am Bonussprint kurz vor dem Ziel Zweiter hinter Alaphilippe wurde erreichte das Tagesziel zeitgleich mit dem Sieger als Siebter und verteidigte sein Gelbes Trikot.
Geprägt wurde die Etappe vom Ausreißversuch einer Siebenergruppe, die sich kurz nach dem Start bildete. Sylvain Chavanel attackierte 100 Kilometer vor dem Ziel an der ersten Bergwertung und gewann auch die folgenden beiden Bergwertungen. Danach schloss sein Direct Énergie-Teamkollege Lilian Calmejane mit Toms Skujiņš und Nicolas Edet auf. Skujins sicherte sich durch die beiden letzten Bergwertungen der dritten Kategorie die Führung in der Bergwertung und wurde mit der Roten Rückennummer ausgezeichnet. Zusammen mit seinem letzten Begleiter Calamejane wurde er 12 Kilometer vor dem Ziel gestellt. Calamejane warf Skujiņs eine aus seiner Sicht passive Fahrweise vor; Skujiņs vertrat dagegen die Auffassung, dass der Angriff von Calamejanes Teamkollegen Chavanel die Chancen der Gruppe „vernichtet“ hätte.
Tiesj Benoot startete aufgrund der Sturzfolgen des Vortags nicht. Michael Matthews nahm das Rennen wegen Fieber nicht mehr auf. Während der Etappe gab Robert Kišerlovski mit Verdacht auf Schlüsselbeinbruch auf.